# Steve Garcia
Estevan García, Jr. (Albuquerque, Nuevo México, Estados Unidos, 22 de mayo de 1992), más conocido como Steve Garcia, es un artista marcial mixto estadounidense que compite en la división de peso ligero de Ultimate Fighting Championship.

## Primeros años
Inspirado por sus amigos, empezó a entrenar artes marciales mixtas en el gimnasio satélite de Greg Jackson a la edad de 15 años. Luego pasó a entrenar jiu-jitsu y kickboxing en Luttrell's MMA antes de pasar a Jackson-Wink MMA.

## Carrera en las artes marciales mixtas

### Bellator MMA
Se esperaba que hiciera su debut en Bellator contra Shawn Bunch el 31 de julio de 2013 en Bellator 97. Sin embargo, se retiró del combate debido a una lesión y fue reemplazado por Russell Wilson.
El combate con Shawn Bunch fue reprogramado para el 25 de octubre de 2013 en Bellator 105. Ganó el combate por TKO en el tercer asalto.
Después de firmar un nuevo acuerdo con la promoción, se enfrentó a Cody Walker el 6 de junio de 2014 en Bellator 121. Ganó el combate por KO en el primer asalto.
Se enfrentó a Kin Moy el 5 de septiembre de 2014 en Bellator 123. Ganó el combate por decisión dividida.
Se enfrentó a Eduardo Bustillos en el 25 de septiembre de 2015 en Bellator 143. Ganó el combate por TKO en el primer asalto.
Se enfrentó a Ricky Turcios en el 4 de marzo de 2016 en Bellator 151. Perdió el combate por decisión dividida.
Se enfrentó a Ronnie Lawrence en el 21 de octubre de 2016 en Bellator 162. Ganó el combate por decisión unánime.
Se esperaba que se enfrentara a Joe Taimanglo el 3 de marzo de 2017 en Bellator 174. Sin embargo, el combate fue eliminado de la cartelera después de que Taimanglo no se presentara al peso.
Se enfrentó a Joe Warren el 14 de julio de 2017 en Bellator 181. Perdió el combate por decisión unánime.
El 20 de febrero de 2018 se anunció que Bellator lo había liberado de la promoción.

### Contender Series
Compitió en el Dana White's Tuesday Night Contender Series en agosto de 2019. Aunque derrotó a Desmond Torres por TKO en el primer asalto, no se le otorgó un contrato de UFC.

### Legacy Fighting Alliance
Después del Contender Series, luchó para Legacy Fighting Alliance. Derrotó a José Mariscal por TKO en el segundo asalto.

### Ultimate Fighting Championship
Debutó en la UFC contra Luis Peña el 29 de febrero de 2020 en UFC Fight Night: Benavidez vs. Figueiredo. Perdió el combate por decisión unánime.
Se esperaba que se enfrentara a Peter Barrett el 8 de agosto de 2020 en UFC Fight Night: Lewis vs. Oleinik. Sin embargo, el 25 de julio de 2020 se retiró del combate por una razón no revelada y fue sustituido por Youssef Zalal.
Se esperaba que se enfrentara a Charles Jourdain el 13 de marzo de 2021 en UFC Fight Night: Edwards vs. Muhammad. Sin embargo, se retiró del combate por razones desconocidas y fue sustituido por Marcelo Rojo.
Se enfrentó a Charlie Ontiveros el 9 de octubre de 2021 en UFC Fight Night: Dern vs. Rodriguez. Ganó el combate por TKO en el segundo asalto.
Se esperaba que se enfrentara a Damir Hadžović el 23 de abril de 2022 en UFC Fight Night: Lemos vs. Andrade. El combate fue descartado después de problemas de visa por parte de Damir.
Se enfrentó a Hayisaer Maheshate el 11 de junio de 2022 en UFC 275. Perdió el combate por KO en el primer asalto.
Se enfrentó a Chase Hooper el 29 de octubre de 2022 en UFC Fight Night: Kattar vs. Allen. Ganó el combate por TKO en el primer asalto.
Se enfrentó a Shayilan Nuerdanbieke el 8 de abril del 2023 en UFC 287. Ganó el combate por KO en el segundo asalto.

## Récord en artes marciales mixtas
| Resultado | Récord | Oponente              | Método                                 | Evento                                    | Fecha                    | Ronda | Tiempo | Localización              | Notas                                                          |
| --------- | ------ | --------------------- | -------------------------------------- | ----------------------------------------- | ------------------------ | ----- | ------ | ------------------------- | -------------------------------------------------------------- |
| Victoria  | 14-5   | Shayilan Nuerdanbieke | KO (patada al cuerpo y puñetazos)      | UFC 287                                   | 8 de abril de 2023       | 2     | 0:36   | Miami, Florida            |                                                                |
| Victoria  | 13-5   | Chase Hooper          | TKO (puñetazos)                        | UFC Fight Night: Kattar vs. Allen         | 29 de octubre de 2022    | 1     | 1:32   | Las Vegas, Nevada         | Combate de peso pluma. Actuación de la Noche.                  |
| Derrota   | 12-5   | Hayisaer Maheshate    | KO (puñetazo)                          | UFC 275                                   | 11 de junio de 2022      | 1     | 1:14   | Kallang                   |                                                                |
| Victoria  | 12-4   | Charlie Ontiveros     | TKO (puñetazos)                        | UFC Fight Night: Dern vs. Rodriguez       | 9 de octubre de 2021     | 2     | 1:51   | Las Vegas, Nevada         |                                                                |
| Derrota   | 11-4   | Luis Peña             | Decisión (unánime)                     | UFC Fight Night: Benavidez vs. Figueiredo | 29 de febrero de 2020    | 3     | 5:00   | Norfolk, Virginia         | Debut en el peso ligero.                                       |
| Victoria  | 11-3   | Jose Mariscal         | TKO (puñetazos)                        | LFA 80                                    | 17 de enero de 2020      | 2     | 2:27   | Albuquerque, Nuevo México |                                                                |
| Victoria  | 10-3   | Desmond Torres        | TKO (puñetazos)                        | Dana White's Contender Series 25          | 20 de agosto de 2019     | 1     | 4:35   | Las Vegas, Nevada         | Combate de peso gallo; Garcia no alcanzó el peso (139 libras). |
| Victoria  | 9-3    | Andrew Whitney        | TKO (puñetazos)                        | JacksonWink Fight Night 5                 | 10 de mayo de 2019       | 1     | 3:27   | Albuquerque, Nuevo México |                                                                |
| Victoria  | 8-3    | Abel Cullum           | Decisión (unánime)                     | JacksonWink Fight Night 4                 | 30 de noviembre de 2018  | 3     | 5:00   | Albuquerque, Nuevo México | Combate de peso gallo.                                         |
| Derrota   | 7-3    | Aalon Cruz            | Sumisión (estrangulamiento por detrás) | JacksonWink Fight Night 3                 | 2 de junio de 2018       | 1     | 1:47   | Albuquerque, Nuevo México | Debut en el peso pluma.                                        |
| Derrota   | 7-2    | Joe Warren            | Decisión (unánime)                     | Bellator 181                              | 14 de julio de 2017      | 3     | 5:00   | Thackerville, Oklahoma    |                                                                |
| Victoria  | 7-1    | Ronnie Lawrence       | Decisión (unánime)                     | Bellator 162                              | 21 de octubre de 2016    | 3     | 5:00   | Memphis, Tennessee        |                                                                |
| Derrota   | 6-1    | Ricky Turcios         | Decisión (dividida)                    | Bellator 151                              | 4 de marzo de 2016       | 3     | 5:00   | Thackerville, Oklahoma    |                                                                |
| Victoria  | 6-0    | Eduardo Bustillos     | TKO (puñetazos)                        | Bellator 143                              | 25 de septiembre de 2015 | 1     | 4:59   | Hidalgo, Texas            |                                                                |
| Victoria  | 5-0    | Kin Moy               | Decisión (dividida)                    | Bellator 123                              | 5 de septiembre de 2014  | 3     | 5:00   | Uncasville, Connecticut   |                                                                |
| Victoria  | 4-0    | Cody Walker           | KO (puñetazo)                          | Bellator 121                              | 6 de junio de 2014       | 1     | 0:39   | Thackerville, Oklahoma    | Combate de peso acordado (140 libras).                         |
| Victoria  | 3-0    | Klay Guy              | TKO (puñetazos)                        | Triple A MMA 4: Caged Hostility           | 16 de enero de 2014      | 2     | 1:14   | Fort Worth, Texas         |                                                                |
| Victoria  | 2-0    | Shawn Bunch           | TKO (puñetazos)                        | Bellator 105                              | 25 de octubre de 2013    | 3     | 3:29   | Río Rancho, Nuevo México  |                                                                |
| Victoria  | 1-0    | Alan Lerma            | TKO (puñetazos)                        | Triple A MMA 1: Chávez vs. White          | 28 de abril de 2013      | 2     | 1:52   | Albuquerque, Nuevo México | Debut en el peso gallo.                                        |